# Andover (Royaume-Uni)
Pour les articles homonymes, voir Andover et ADV.
Andover est une ville d'Angleterre du comté du Hampshire située sur la rivière Anton, à 30 km à l'ouest de la ville de Basingstoke, à 30 km au nord-ouest de la ville de Winchester et à 40 km au nord de la ville de  Southampton. Sa population est estimée à 52 000 habitants et elle possède un aéroport (code AITA : ADV).
Ancienne ville de tisserands, Andover doit aujourd’hui l’essentiel de ses emplois à l'Armée. Depuis 2011, le quartier général de la British Army se trouve à Andover.

## Histoire

### Du Moyen Âge à la Renaissance
Le nom de la ville apparaît sous sa forme anglo-saxonne Andeferas dès 955, à l’occasion de la construction d’un pavillon de chasse par le roi Eadred. Ce toponyme serait d’origine celtique car en gallois onn dwfr signifie « rivière aux frênes ».
En 962 le roi Edgar convoqua le ban des Saxons (le Witenagemot) à cet endroit ; mais l’événement le plus significatif est encore le baptême du chef viking Olaf (un allié du roi Sven à la barbe fourchue), en 994. Il peut s’agir là soit d’Olaf Tryggvason ou d’Olof Skötkonung. Ce baptême s'inscrivait dans les accords passés avec le roi Æthelred, par lequel un prince scandinave s'engageait à mettre un terme à ses pillages en Angleterre et à retourner sur ses terres du Nord. Olav Tryggvason devint roi de Norvège en 995 et, jusqu'à sa mort au combat en l'an mil, tenta de convertir son pays au Christianisme. Olof Skötkonung était déjà roi de Suède en 994 ; on sait qu'il fut le premier roi chrétien de Scandinavie et qu'en 995 il fit frapper les premières pièces de  monnaie de Scandinavie, et cela grâce à l'aide d'orfèvres anglais.
À l'époque du Domesday Book (1086), on recense à Andover 107 habitants de sexe masculin ce qui permet d'estimer la population totale à environ 500 âmes : cela en ferait, selon les normes de l'époque, une agglomération de taille très respectable, puisque la plupart des villages ne comptaient qu'entre 100 et 150 habitants. Andover possédait en outre 6 moulins à farine.

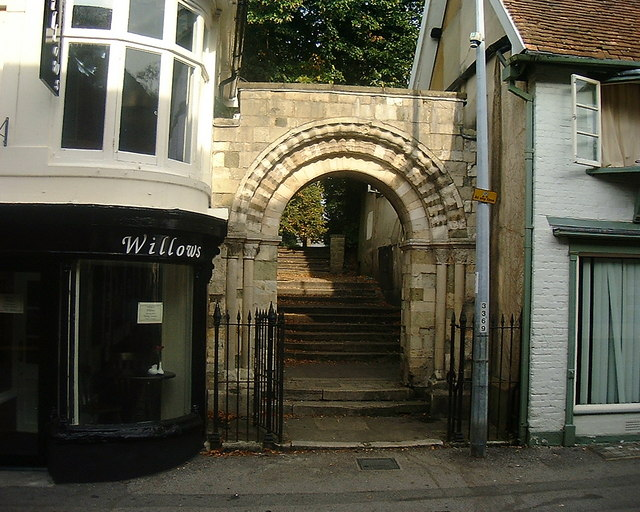
Cette voûte normande remonte à l'an 1150 environ : c'est là l'ultime vestige de l'église normande Sainte-Marie.

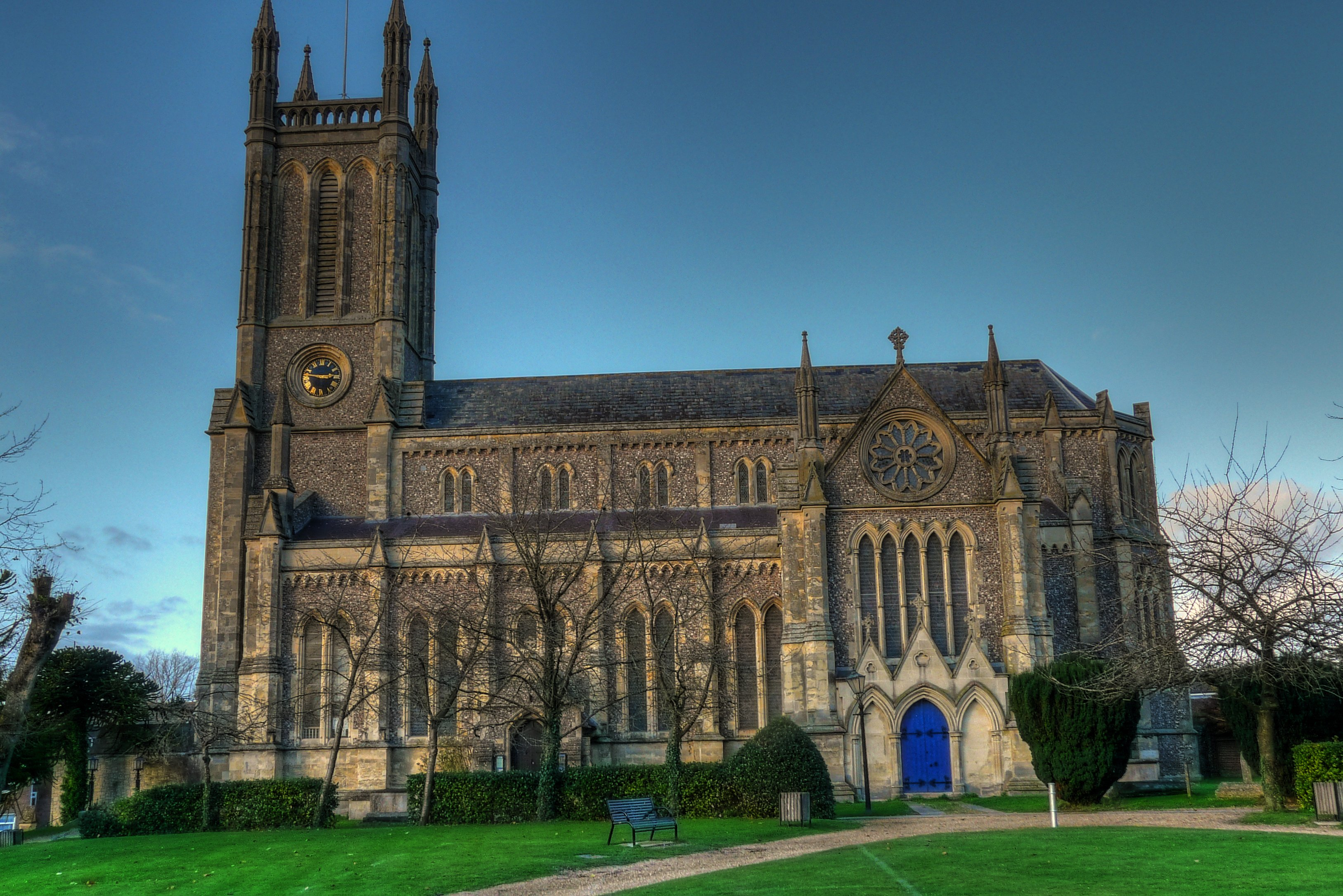
L'église Sainte-Marie.

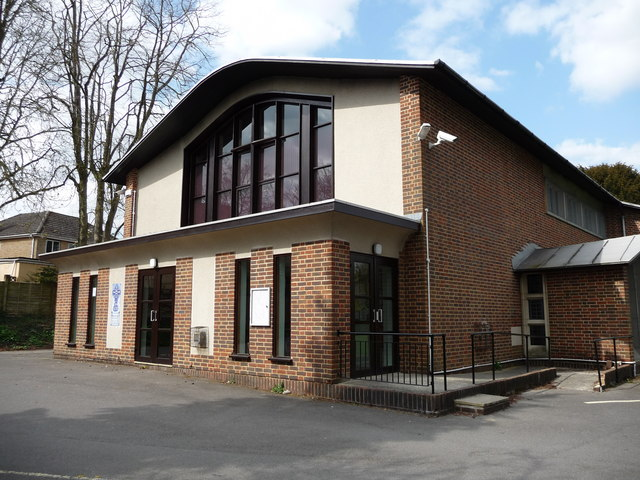
L'église catholique Saint-Jean Baptiste.

En 1175 le roi Richard Cœur de Lion accorda contre paiement une charte à Andover, donnant à la guilde marchande autorité sur la ville : ses membres élisaient deux baillis. En 1201, le roi Jean confia aux marchands la collecte des impôts royaux à Andover, et en 1256 Henri III leur accorda le droit de justice. Andover dépêcha deux députés aux Parlements de 1295 et de 1302-1307. La ville connut deux grands incendies : le premier en 1141, le suivant en 1435.
Andover est demeuré une petite ville de foire jusqu'à la Renaissance. La principale industrie était le tissage de la laine : les anciennes rues (Sheep Fair) le rappellent. Outre l'église normande Sainte-Marie, la ville avait un prieuré et un hospice tenu par des moines, dédié à saint Jean-Baptiste, ainsi qu'une léproserie consacrée à Sainte Marie-Madeleine. En 1538, Henri VIII, dans le cadre de la Réforme anglicane, ordonna la fermeture de ce prieuré et de l’hospice. En 1571, une école de grammaire ouvrit ses portes : c'est l'actuelle John Hanson Community School. 
En 1599, la reine Élisabeth Ire accorda une nouvelle charte à Andover : elle élevait la guilde des tisserands au rang de corporation et portait à trois l'autorisation du nombre de foires annuelles. Andover, comme les villes voisines, a connu plusieurs épidémies de peste, en 1603-5, en 1625-6 et en 1636.

### La Révolution industrielle
Tout au long du XVIIIe siècle, Andover, qui se trouve sur la route reliant Exeter, Salisbury et Londres, s’impose comme l’une des principales étapes de la malle-poste : plus de 30 voitures desservent quotidiennement la ville. En 1789, le canal de Southampton est inauguré ; ce sera un échec commercial et la navigation sera abandonnée dès 1859. En 1836, la municipalité mit sur pied une petite police locale, deux constables et un garde.
Avec l’ouverture de la gare d’Andover junction le 3 juillet 1854, Andover fut reliée par le chemin de fer à Basingstoke, Londres et Salisbury. Une autre ligne, édifiée sur le canal remblayé, permit la connexion avec Southampton ; elle a été fermée en 1964. Les terrains, ainsi que l’usine à gaz voisine et le bois P. M. Coombes furent revendus au Trust TSB qui y a fait construire son siège social.
La population est passée de 3 304 habitants en 1801 à 5 501 habitants en 1871. Au cours du XIXe siècle, Andover s’est équipée en conséquence : un théâtre (1803), l'éclairage public au gaz (1838), une caserne de pompiers et un hôpital (1877), une piscine publique (1885) et un jardin public (1887). La compagnie des eaux a été créée en 1875, et le réseau d'égouts a été aménagé entre 1899 et 1902. La bibliothèque publique a ouvert ses portes en 1897. Malgré cette prospérité publique, la réputation de la ville a été durablement ternie par le scandale qui, en 1845, a fait connaître à tout le Commonwealth les brimades et sévices endurés par les résidents de l’hôpital général : cette affaire est même à l’origine de la Loi sur les Pauvres. La réforme des municipalités (1835) a permis à la classe moyenne de participer au gouvernement des villes.

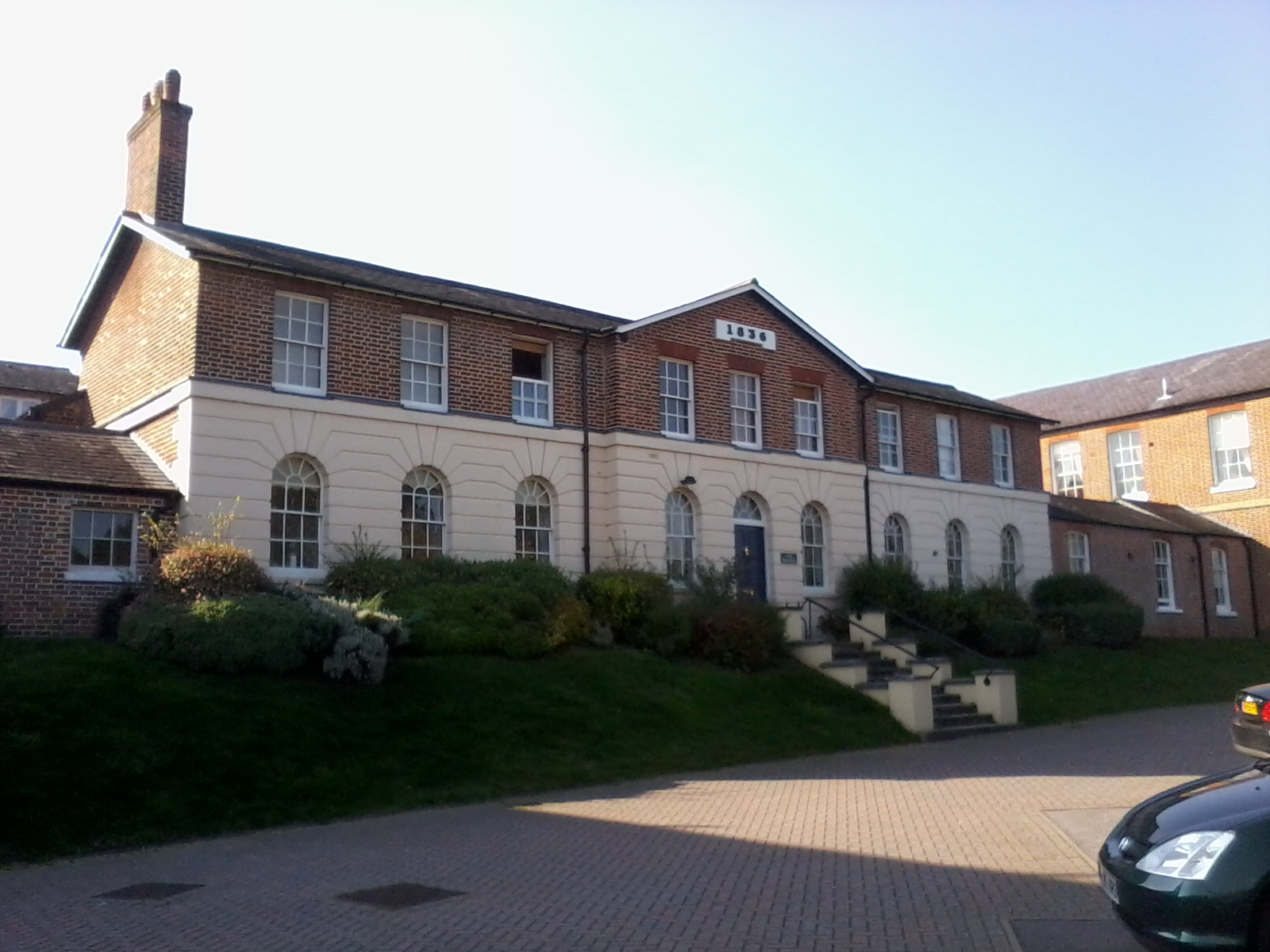
L’Hôpital général d’Andover.

L’industrie de la laine avait alors beaucoup décliné mais elle était relayée par de nouvelles activités : les forges de Waterloo et leur bureau d'études, les Taskers, établis à Anna Valley (en) en 1809, étaient désormais florissants. On peut encore voir au Milestones Museum de Basingstoke plusieurs machines produites par les Taskers.

### Période contemporaine
La première implantation locale de la Royal Air Force, l’aérodrome d’Andover au sud de la ville, remonte à la Première Guerre mondiale ; c'est aujourd’hui le centre de conférences de la Royal Air Force.
En 1932, les imprimeries chargées du bottin Kelly (Kelly's Directory) ont déménagé à Andover, portant peu à peu la population à 11 000 habitants, si bien qu'en 1960 la ville dépassait les 17 000 habitants, de nombreux Londoniens venant occuper les nouveaux quartiers d'immeubles.
Au cours de la Deuxième Guerre mondiale, l’aérodrome d’Andover devint le siège de l'état-major de la RAF (RAF Maintenance Command), et hébergea en outre à partir de janvier 1945 le premier centre de pilotage d'hélicoptères du Royaume-Uni. L’aérodrome n'est plus en exploitation, bien que la RAF y maintienne la présence de l'escadre 1213 (Andover) pour la formation de ses pilotes.
En 2001, le gouvernement a créé le Centre de logistique de la Défense (DLO), dont Andover est l'une des implantations. Depuis 2012, ce site est le quartier-général de l'armée britannique. Le Musée de l'Armée de l'air se trouve à Middle Wallop.
Les principaux groupes industriels d'Andover sont les thés Twinings, Ducal Pine Furniture (jusqu'à leur liquidation en 2003), Thomson Int. Publ., le fonds d'investissements Simplyhealth et Lloyds Banking Group, et enfin le Groupe Stannah. Le chômage n'est que de 1 % de la population active.
Andover dépend de la circonscription du North West Hampshire. De 1997 à mai 2015, la circonscription était représentée à la Chambre des communes par le député conservateur Sir George Young. Andover est aujourd’hui représentée par le député conservateur Kit Malthouse.
En 1951 la décision du conseil municipal  de fluorer l'eau de réseau domestique pour améliorer l'hygiène dentaire a déchaîné un fort mouvement de protestation. Aux élections municipales de 1958, les candidats anti-fluoration ont balayé plusieurs notables du conseil, et cette initiative a été abandonnée.

## Climat
Andover, comme la plupart des villes du Royaume-Uni, connaît un climat océanique type, caractérisé par une amplitude thermique faible et un faible contraste entre saisons, bien que les pluies soient plus fréquentes l'hiver et plus rares l'été. La station météorologique la plus proche d'Andover est celle de Leckford, à 8 km du centre-ville.
Le record de chaleur absolu a été enregistré au mois d'août 1990 avec 34,7 °C. En année moyenne le maximum est de 29 °C. Au total 12.8 jours atteignent une température maximum de 25,1 °C.
Le record de froid a été enregistré en décembre 1960, avec −15,6 °C. EN année moyenne, la nuit la plus froide descend à −7,5 °C. La gelée survient en moyenne 46.6 nuits.
Les précipitation moyennes annuelles se montent à 805 mm par an, avec au moins 1 mm de pluie pendant 124 jours. Toutes ces moyennes font référence à la période d'observation 1971-2000.
Comme la plupart des villes du sud de l'Angleterre, Andover bénéficie d'un climat ensoleillé, avec en moyenne 1600–1900 heures d'ensoleillement par an.
| Mois                              | jan.  | fév.  | mars  | avril | mai   | juin  | jui.  | août  | sep. | oct.  | nov.  | déc.  | année |
| --------------------------------- | ----- | ----- | ----- | ----- | ----- | ----- | ----- | ----- | ---- | ----- | ----- | ----- | ----- |
| Température minimale moyenne (°C) | 1,2   | 1     | 2,6   | 3,7   | 6,5   | 9,1   | 11,3  | 11,4  | 9,5  | 6,9   | 3,7   | 2,2   |       |
| Température maximale moyenne (°C) | 7     | 7,3   | 9,9   | 12,6  | 16,3  | 18,9  | 21,8  | 21,8  | 18,3 | 14    | 9,9   | 7,8   |       |
| Record de froid (°C)              | −13,9 | −10,5 | −8,3  | −5,6  | −2,2  | 0,6   | 3,3   | 4,4   | 1    | −3,1  | −7,5  | −15,6 | −15,6 |
| Record de chaleur (°C)            | 13,5  | 15,4  | 20    | 25,3  | 27,2  | 33,5  | 33,8  | 34,7  | 28,9 | 24    | 17    | 14,9  | 34,7  |
| Précipitations (mm)               | 88,07 | 58,81 | 63,31 | 51,93 | 50,85 | 59,27 | 42,57 | 59,22 | 69,6 | 84,06 | 82,12 | 94,9  | 805   |

## Culture et patrimoine

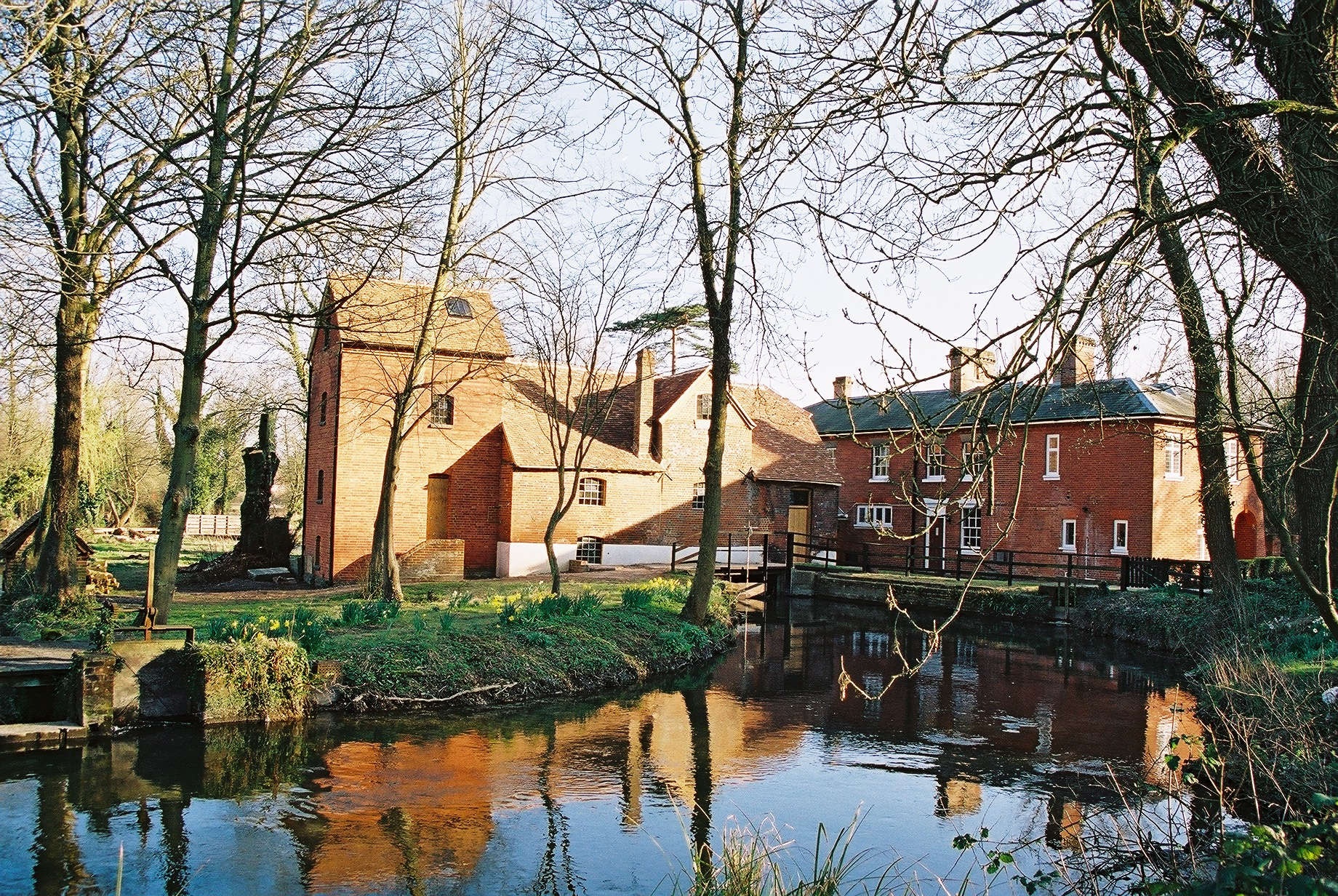
Le moulin Rooksbury Mill et la maison du meunier.

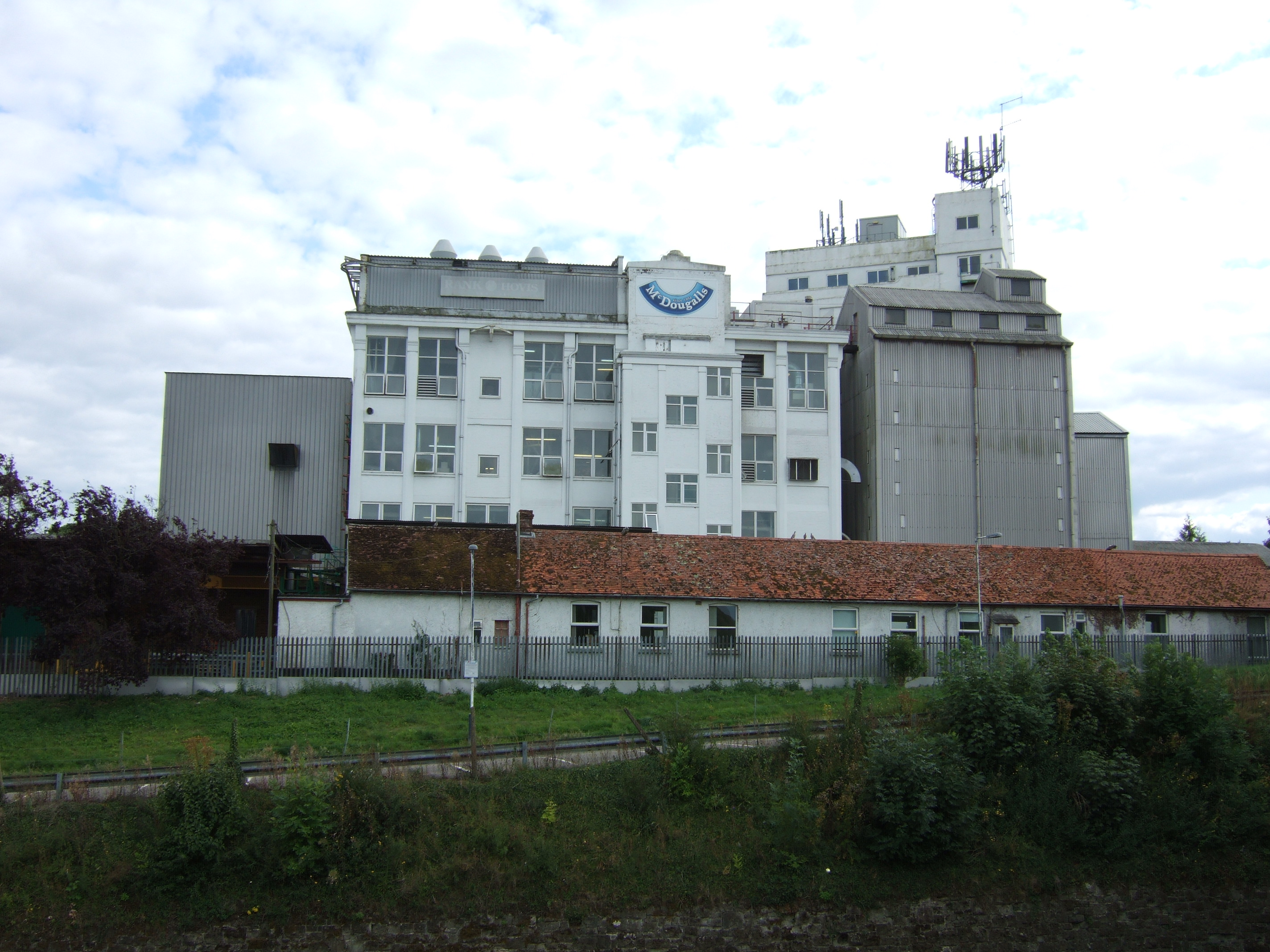
Le moulin MacDougalls sur Millway Road.

Le musée occupe une ancienne école privée, John Hanson Free School. On peut y voir depuis 1986 des vestiges de l’Âge du fer britannique, trouvés lors des fouilles de l'oppidum de Danebury Hill.
Les moulins occupent une place importante dans l’histoire d’Andover. Ainsi le Domesday Book y dénombre six roues à aubes. Rooksbury Mill est l'un des derniers moulins encore en état à Andover : son existence est déjà attestée au XVIIe siècle. Ce moulin à farine a cessé toute activité au XXe siècle, et a été réaffecté à une multitude d'usages, entre autres de théâtre. Le conseil de district de Test Valley l'a mis en vente en 2002, peu après un incendie. Ses propriétaires, Anthony et Sarah de Sigley, ont fini de le reconstruire en 2003. Une autre moulin, celui de MacDougalls, se trouve à côté de la gare.
Une partie de l'intrigue du roman d'Agatha Christie A.B.C. contre Poirot se déroule à Andover.

## Jumelages
- Redon (France), depuis 1977
- Goch (Allemagne)

Andover entretient aussi des relations avec la ville américaine d'Andover, Massachusetts.